# Čierne nad Topľou
Čierne nad Topľou (bis 1927 slowakisch „Čierne“ oder „Čarné“ – bis 1948 „Černé“; ungarisch Felsőfeketepatak – bis 1902 Feketepatak) ist eine Gemeinde in der Ostslowakei.
Die Gemeinde liegt am Mittellauf der Topľa, eines rechten Nebenflusses der Ondava. Das Topľatal ist nach dem Gebirgsdurchbruch zwischen Giraltovce und Hanušovce nad Topľou hier bereits breiter und wird landwirtschaftlich intensiv genutzt. Südwestlich der Gemeinde erhebt sich der Gebirgszug Slanské vrchy mit dessen höchstem Berg Šimonka (1092 Meter über dem Meer).
Durch Čierne nad Topľou führt eine der wichtigsten Ost-West-Verbindungen des Landes: die Fernstraße 18 von Prešov über Vranov nad Topľou nach Michalovce. Der Bahnhof der Gemeinde liegt an der zur Fernstraße parallel verlaufenden Bahnlinie Prešov–Michalovce. Im Nordosten der Gemeinde befindet sich ein etwa drei Hektar großes Gewerbegebiet (hospodársky dvor).
Umgeben wird Čierne nad Topľou von den Nachbargemeinden Skrabské im Nordosten, Vyšný Žipov im Südosten, Hermanovce nad Topľou im Südwesten sowie Bystré im Nordwesten.
Der Ort wurde im Jahr 1399 erstmals urkundlich erwähnt. Die evangelische Kirche stammt aus dem 17. Jahrhundert.

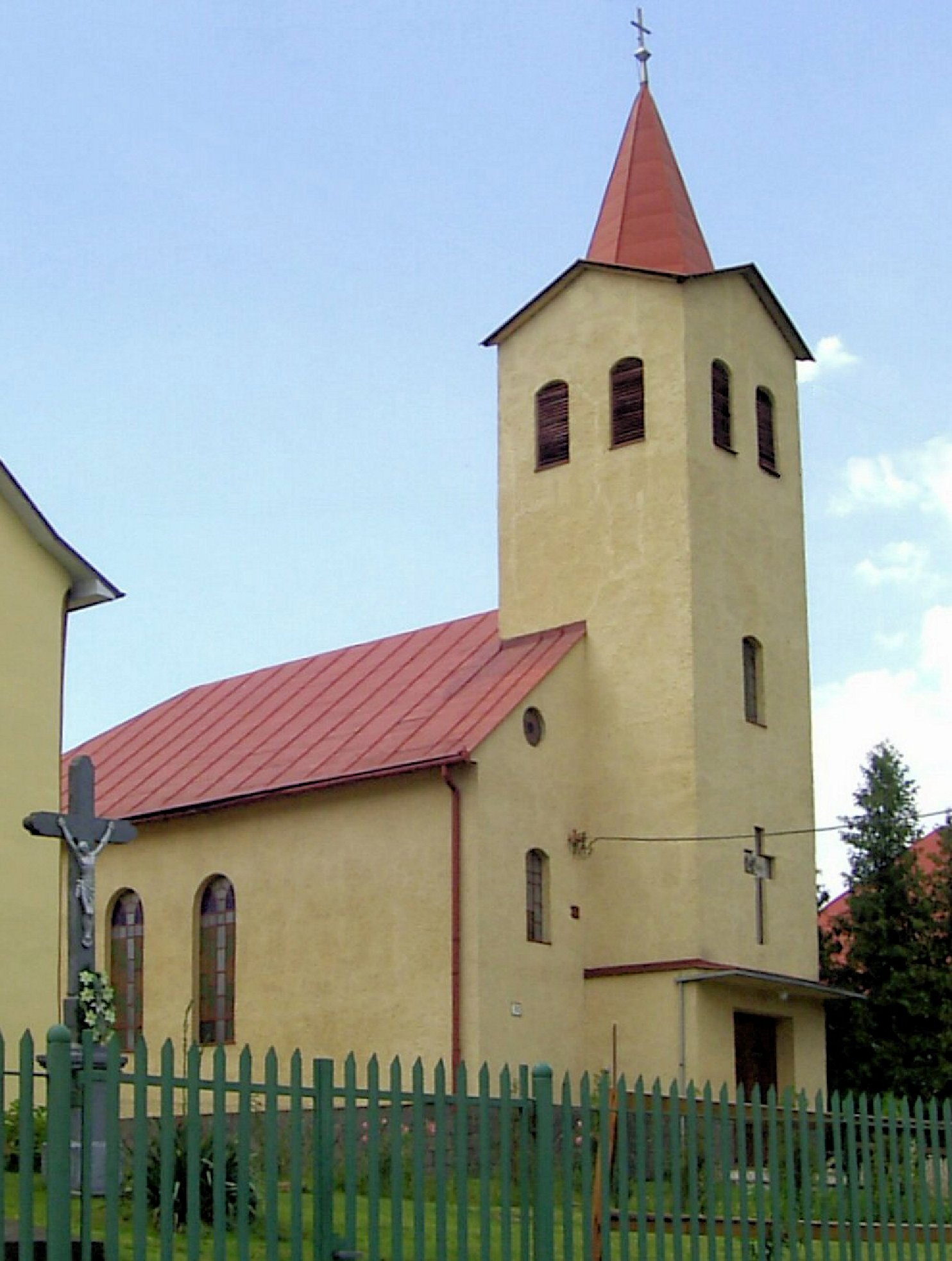
Evangelische Kirche in Čierne nad Topľou

In Čierne nad Topľou leben fast ausschließlich Slowaken. Die Einwohnerzahl ist seit 1991 leicht rückläufig. 78 % der Einwohner bekennen sich zur evangelischen Kirche, 17 % gaben als Konfession römisch-katholisch an.

## Bevölkerung
| Jahr                | 1994 | 2004    | 2014    | 2024    |
| ------------------- | ---- | ------- | ------- | ------- |
| Anzahl der Personen | 815  | 795     | 747     | 711     |
| Unterschied         |      | −2,45 % | −6,03 % | −4,81 % |

| Jahr                | 2023 | 2024    |
| ------------------- | ---- | ------- |
| Anzahl der Personen | 713  | 711     |
| Unterschied         |      | −0,28 % |

## Belege
1. ↑  Hustota obyvateľstva - obce [om7014rr_obc=AREAS_SK, v_om7014rr_ukaz=Rozloha (Štvorcový meter)]. Statistical Office of the Slovak Republic, 31. März 2025, abgerufen am 31. März 2025 (slowakisch).
2. ↑  Počet obyvateľov podľa pohlavia - obce (ročne) [om7101rr_obce=AREAS_SK]. Statistical Office of the Slovak Republic, 31. März 2025, abgerufen am 31. März 2025 (slowakisch).
3. ↑  Statistikportal MOŠ (Seite dauerhaft nicht mehr abrufbar, festgestellt im Februar 2025. Suche in Webarchiven)
4. 1 2  Počet obyvateľov podľa pohlavia - obce (ročne) [om7101rr_obce=AREAS_SK]. Statistical Office of the Slovak Republic, 31. März 2025, abgerufen am 31. März 2025 (slowakisch).